# オープンネットワーク (郵便貯金・ゆうちょ銀行)
オープンネットワークは、ゆうちょ銀行と日本のその他の銀行間の相互接続システムである。キャッシュカードでの入出金を相互に行えるようにした。

## 歴史・概要
ゆうちょ銀行の前身郵便貯金（国営）は1998年、シティバンク、エヌ・エイとのATM相互提携を皮切りに1999年1月18日に他の金融機関との接続、同年3月29日より他の金融機関との相互接続を開始した。それまでは相互に接続されておらず、また、大蔵省（後の財務省と内閣府金融庁）と郵政省（郵便貯金側）の対立で実現していなかった。結局、大蔵大臣と郵政大臣での折衝で実現する事となった。

## 提携金融機関

### 入出金とも

#### 銀行
| カテゴリ             | カテゴリ             | 銀行名            | 提携開始日    | 備考                                                                        |
| -------------------- | -------------------- | ----------------- | ------------- | --------------------------------------------------------------------------- |
| 都市銀行             | 都市銀行             | みずほ銀行        |               |                                                                             |
| 都市銀行             | 都市銀行             | 三菱UFJ銀行       |               |                                                                             |
| 都市銀行             | 都市銀行             | 三井住友銀行      |               |                                                                             |
| 都市銀行             | 都市銀行             | りそな銀行        |               |                                                                             |
| 都市銀行             | 都市銀行             | 埼玉りそな銀行    |               |                                                                             |
| 地方銀行             | 北海道               | 北海道銀行        |               |                                                                             |
| 地方銀行             | 東北                 | 青森銀行          | 2002年1月     |                                                                             |
| 地方銀行             | 東北                 | みちのく銀行      | 2000年10月2日 |                                                                             |
| 地方銀行             | 東北                 | 秋田銀行          |               |                                                                             |
| 地方銀行             | 東北                 | 北都銀行          |               |                                                                             |
| 地方銀行             | 東北                 | 岩手銀行          |               |                                                                             |
| 地方銀行             | 東北                 | 東北銀行          |               |                                                                             |
| 地方銀行             | 東北                 | 山形銀行          |               |                                                                             |
| 地方銀行             | 東北                 | 荘内銀行          |               |                                                                             |
| 地方銀行             | 東北                 | 七十七銀行        |               |                                                                             |
| 地方銀行             | 東北                 | 東邦銀行          |               |                                                                             |
| 地方銀行             | 関東甲               | 群馬銀行          |               |                                                                             |
| 地方銀行             | 関東甲               | 足利銀行          |               |                                                                             |
| 地方銀行             | 関東甲               | 常陽銀行          |               |                                                                             |
| 地方銀行             | 関東甲               | 筑波銀行          |               |                                                                             |
| 地方銀行             | 関東甲               | 千葉興業銀行      |               |                                                                             |
| 地方銀行             | 関東甲               | きらぼし銀行      |               |                                                                             |
| 地方銀行             | 関東甲               | 横浜銀行          |               |                                                                             |
| 地方銀行             | 関東甲               | 山梨中央銀行      |               |                                                                             |
| 地方銀行             | 北信越               | 北陸銀行          |               |                                                                             |
| 地方銀行             | 北信越               | 八十二銀行        |               |                                                                             |
| 地方銀行             | 北信越               | 富山銀行          |               |                                                                             |
| 地方銀行             | 北信越               | 北國銀行          |               |                                                                             |
| 地方銀行             | 北信越               | 福井銀行          |               |                                                                             |
| 地方銀行             | 東海                 | 静岡銀行          |               |                                                                             |
| 地方銀行             | 東海                 | スルガ銀行        |               |                                                                             |
| 地方銀行             | 東海                 | 清水銀行          |               |                                                                             |
| 地方銀行             | 東海                 | 十六銀行          |               |                                                                             |
| 地方銀行             | 東海                 | 大垣共立銀行      |               |                                                                             |
| 地方銀行             | 東海                 | 百五銀行          |               |                                                                             |
| 地方銀行             | 東海                 | 三十三銀行        |               |                                                                             |
| 地方銀行             | 近畿                 | 滋賀銀行          |               |                                                                             |
| 地方銀行             | 近畿                 | 京都銀行          |               |                                                                             |
| 地方銀行             | 近畿                 | 関西みらい銀行    |               |                                                                             |
| 地方銀行             | 近畿                 | 池田泉州銀行      |               |                                                                             |
| 地方銀行             | 近畿                 | 南都銀行          |               |                                                                             |
| 地方銀行             | 近畿                 | 紀陽銀行          |               |                                                                             |
| 地方銀行             | 近畿                 | 但馬銀行          |               |                                                                             |
| 地方銀行             | 中四国               | 山陰合同銀行      |               |                                                                             |
| 地方銀行             | 中四国               | 広島銀行          |               |                                                                             |
| 地方銀行             | 中四国               | 山口銀行          |               |                                                                             |
| 地方銀行             | 中四国               | 百十四銀行        |               |                                                                             |
| 地方銀行             | 九州                 | 福岡銀行          |               |                                                                             |
| 地方銀行             | 九州                 | 筑邦銀行          | 2016年1月18日 |                                                                             |
| 地方銀行             | 九州                 | 十八親和銀行      |               |                                                                             |
| 地方銀行             | 九州                 | 肥後銀行          |               |                                                                             |
| 地方銀行             | 九州                 | 鹿児島銀行        |               |                                                                             |
| 地方銀行             | 九州                 | 沖縄銀行          |               |                                                                             |
| 地方銀行             | 九州                 | 西日本シティ銀行  |               |                                                                             |
| 地方銀行             | 九州                 | 北九州銀行        |               |                                                                             |
| 第二地方銀行         | 北海道               | 北洋銀行          |               | 2022年12月30日をもって入金の取り扱いを終了                                  |
| 第二地方銀行         | 東北                 | 北日本銀行        |               |                                                                             |
| 第二地方銀行         | 東北                 | きらやか銀行      |               |                                                                             |
| 第二地方銀行         | 東北                 | 仙台銀行          |               |                                                                             |
| 第二地方銀行         | 東北                 | 福島銀行          |               |                                                                             |
| 第二地方銀行         | 東北                 | 大東銀行          |               |                                                                             |
| 第二地方銀行         | 関東                 | 栃木銀行          |               |                                                                             |
| 第二地方銀行         | 関東                 | 東和銀行          |               |                                                                             |
| 第二地方銀行         | 関東                 | 京葉銀行          |               |                                                                             |
| 第二地方銀行         | 関東                 | 東日本銀行        |               |                                                                             |
| 第二地方銀行         | 関東                 | 東京スター銀行    |               |                                                                             |
| 第二地方銀行         | 関東                 | 神奈川銀行        |               |                                                                             |
| 第二地方銀行         | 北信越               | 大光銀行          |               |                                                                             |
| 第二地方銀行         | 北信越               | 長野銀行          |               |                                                                             |
| 第二地方銀行         | 北信越               | 福邦銀行          |               |                                                                             |
| 第二地方銀行         | 東海                 | 静岡中央銀行      |               |                                                                             |
| 第二地方銀行         | 東海                 | 愛知銀行          |               |                                                                             |
| 第二地方銀行         | 東海                 | 名古屋銀行        |               |                                                                             |
| 第二地方銀行         | 東海                 | 中京銀行          |               |                                                                             |
| 第二地方銀行         | 近畿                 | みなと銀行        |               |                                                                             |
| 第二地方銀行         | 中四国               | 鳥取銀行          |               |                                                                             |
| 第二地方銀行         | 中四国               | 島根銀行          |               |                                                                             |
| 第二地方銀行         | 中四国               | トマト銀行        |               |                                                                             |
| 第二地方銀行         | 中四国               | もみじ銀行        |               |                                                                             |
| 第二地方銀行         | 中四国               | 西京銀行          |               |                                                                             |
| 第二地方銀行         | 中四国               | 香川銀行          |               |                                                                             |
| 第二地方銀行         | 中四国               | 徳島大正銀行      |               |                                                                             |
| 第二地方銀行         | 中四国               | 愛媛銀行          |               |                                                                             |
| 第二地方銀行         | 中四国               | 高知銀行          |               |                                                                             |
| 第二地方銀行         | 九州                 | 福岡中央銀行      |               |                                                                             |
| 第二地方銀行         | 九州                 | 佐賀共栄銀行      |               |                                                                             |
| 第二地方銀行         | 九州                 | 長崎銀行          |               |                                                                             |
| 第二地方銀行         | 九州                 | 熊本銀行          |               |                                                                             |
| 第二地方銀行         | 九州                 | 豊和銀行          |               |                                                                             |
| 第二地方銀行         | 九州                 | 宮崎太陽銀行      |               |                                                                             |
| 第二地方銀行         | 九州                 | 南日本銀行        |               |                                                                             |
| 信託銀行             | 信託銀行             | 三菱UFJ信託銀行   |               |                                                                             |
| 信託銀行             | 信託銀行             | みずほ信託銀行    |               |                                                                             |
| 信託銀行             | 信託銀行             | 三井住友信託銀行  |               |                                                                             |
| 信託銀行             | 信託銀行             | SMBC信託銀行      | 2015年11月1日 |                                                                             |
| かつての長期信用銀行 | かつての長期信用銀行 | SBI新生銀行       |               |                                                                             |
| かつての長期信用銀行 | かつての長期信用銀行 | あおぞら銀行      |               |                                                                             |
| 外国銀行の日本法人   | 外国銀行の日本法人   | シティバンク銀行  | 1998年頃      | 最初の提携/個人部門の他社への移行にともない、2015年10月31日を以て接続終了。 |
| 新たな形態の銀行     | 新たな形態の銀行     | セブン銀行        |               |                                                                             |
| 新たな形態の銀行     | 新たな形態の銀行     | イオン銀行        |               |                                                                             |
| 新たな形態の銀行     | 新たな形態の銀行     | 住信SBIネット銀行 |               |                                                                             |

#### 信用金庫
- 北海道
  - 北海道信用金庫
  - 室蘭信用金庫
  - 空知信用金庫
  - 苫小牧信用金庫
  - 北門信用金庫
  - 伊達信用金庫
  - 北空知信用金庫
  - 日高信用金庫
  - 渡島信用金庫
  - 道南うみ街信用金庫
  - 旭川信用金庫
  - 稚内信用金庫
  - 留萌信用金庫
  - 北星信用金庫
  - 帯広信用金庫
  - 釧路信用金庫
  - 大地みらい信用金庫
  - 北見信用金庫
  - 網走信用金庫
  - 紋別信用金庫
  - 遠軽信用金庫
- 青森県
  - 東奥信用金庫
  - 青い森信用金庫
- 秋田県
  - 秋田信用金庫
  - 羽後信用金庫
- 山形県
  - 山形信用金庫
  - 鶴岡信用金庫
  - 新庄信用金庫
  - 米沢信用金庫
- 岩手県
  - 盛岡信用金庫
  - 宮古信用金庫
  - 一関信用金庫
  - 北上信用金庫
  - 花巻信用金庫
  - 水沢信用金庫
- 宮城県
  - 杜の都信用金庫
  - 宮城第一信用金庫
  - 石巻信用金庫
  - 仙南信用金庫
  - 気仙沼信用金庫
- 福島県
  - 会津信用金庫
  - 郡山信用金庫
  - 白河信用金庫
  - 須賀川信用金庫
  - ひまわり信用金庫
  - あぶくま信用金庫
  - 二本松信用金庫
  - 福島信用金庫
- 群馬県
  - 高崎信用金庫
  - 桐生信用金庫
  - アイオー信用金庫
  - 利根郡信用金庫
  - 館林信用金庫
  - 北群馬信用金庫
  - しののめ信用金庫
- 栃木県
  - 栃木信用金庫
  - 烏山信用金庫
  - 鹿沼相互信用金庫
  - 足利小山信用金庫
  - 大田原信用金庫
  - 佐野信用金庫
- 茨城県
  - 水戸信用金庫
  - 結城信用金庫
- 埼玉県
  - 埼玉縣信用金庫
  - 川口信用金庫
  - 青木信用金庫
  - 飯能信用金庫
- 千葉県
  - 千葉信用金庫
  - 銚子信用金庫
  - 東京ベイ信用金庫
  - 館山信用金庫
  - 佐原信用金庫
- 東京都
  - 朝日信用金庫
  - 興産信用金庫
  - さわやか信用金庫
  - 東京シティ信用金庫
  - 芝信用金庫
  - 東京東信用金庫
  - 東榮信用金庫
  - 亀有信用金庫
  - 小松川信用金庫
  - 足立成和信用金庫
  - 東京三協信用金庫
  - 西京信用金庫
  - 西武信用金庫
  - 城南信用金庫
※：他の信金とは違い、土曜の出金利可能時間帯については、2時間延長して19:00(JST)まで利用可能。
  - 昭和信用金庫
  - 目黒信用金庫
  - 世田谷信用金庫
  - 東京信用金庫
  - 城北信用金庫
  - 瀧野川信用金庫
  - 巣鴨信用金庫
  - 青梅信用金庫
  - 多摩信用金庫
- 神奈川県
  - 横浜信用金庫
  - 川崎信用金庫
  - 湘南信用金庫
  - かながわ信用金庫
  - 平塚信用金庫
  - さがみ信用金庫
  - 中栄信用金庫
  - 中南信用金庫
- 山梨県
  - 甲府信用金庫
  - 山梨信用金庫
- 長野県
  - 長野信用金庫
  - 松本信用金庫
  - 上田信用金庫
  - 諏訪信用金庫
  - 飯田信用金庫
  - アルプス中央信用金庫
- 新潟県
  - 新潟信用金庫
  - 長岡信用金庫
  - 三条信用金庫
  - 新発田信用金庫
  - 柏崎信用金庫
  - 上越信用金庫
  - 新井信用金庫
  - 村上信用金庫
  - 加茂信用金庫
- 富山県
  - 富山信用金庫
  - 高岡信用金庫
  - 新湊信用金庫
  - にいかわ信用金庫
  - 氷見伏木信用金庫
  - 砺波信用金庫
  - 石動信用金庫
- 石川県
  - 金沢信用金庫
  - のと共栄信用金庫
  - はくさん信用金庫
  - 興能信用金庫
- 福井県
  - 福井信用金庫
  - 敦賀信用金庫
  - 小浜信用金庫
  - 越前信用金庫
- 静岡県
  - しずおか焼津信用金庫
  - 静清信用金庫
  - 浜松磐田信用金庫
  - 沼津信用金庫
  - 三島信用金庫
  - 富士宮信用金庫
  - 島田掛川信用金庫
  - 富士信用金庫
  - 遠州信用金庫
- 岐阜県
  - 岐阜信用金庫
  - 大垣西濃信用金庫
  - 高山信用金庫
  - 東濃信用金庫
  - 関信用金庫
  - 八幡信用金庫
- 愛知県
  - 愛知信用金庫
  - 豊橋信用金庫
  - 岡崎信用金庫
  - いちい信用金庫
  - 瀬戸信用金庫
  - 半田信用金庫
  - 知多信用金庫
  - 豊川信用金庫
  - 豊田信用金庫
  - 碧海信用金庫
  - 西尾信用金庫
  - 蒲郡信用金庫
  - 尾西信用金庫
  - 中日信用金庫
  - 東春信用金庫
- 三重県
  - 津信用金庫
  - 北伊勢上野信用金庫
  - 桑名三重信用金庫
  - 紀北信用金庫
- 滋賀県
  - 滋賀中央信用金庫
  - 長浜信用金庫
  - 湖東信用金庫
- 京都府
  - 京都信用金庫
  - 京都中央信用金庫
  - 京都北都信用金庫
- 大阪府
  - 大阪信用金庫
  - 大阪厚生信用金庫
  - 大阪シティ信用金庫
  - 大阪商工信用金庫
  - 永和信用金庫
  - 北おおさか信用金庫
  - 枚方信用金庫
- 奈良県
  - 奈良信用金庫
  - 大和信用金庫
  - 奈良中央信用金庫
- 和歌山県
  - きのくに信用金庫
  - 新宮信用金庫
- 兵庫県
  - 神戸信用金庫
  - 姫路信用金庫
  - 播州信用金庫
  - 兵庫信用金庫
  - 尼崎信用金庫
  - 日新信用金庫
  - 淡路信用金庫
  - 但馬信用金庫
  - 西兵庫信用金庫
  - 中兵庫信用金庫
  - 但陽信用金庫
- 鳥取県
  - 鳥取信用金庫
  - 米子信用金庫
  - 倉吉信用金庫
- 島根県
  - しまね信用金庫
  - 日本海信用金庫
  - 島根中央信用金庫
- 岡山県
  - おかやま信用金庫
  - 水島信用金庫
  - 津山信用金庫
  - 玉島信用金庫
  - 備北信用金庫
  - 吉備信用金庫
  - 備前日生信用金庫
- 広島県
  - 広島信用金庫
  - 呉信用金庫
  - しまなみ信用金庫
  - 広島みどり信用金庫
- 山口県
  - 萩山口信用金庫
  - 西中国信用金庫
  - 防府信用金庫
  - 東山口信用金庫
- 徳島県
  - 徳島信用金庫
  - 阿南信用金庫
- 香川県
  - 高松信用金庫
  - 観音寺信用金庫
- 愛媛県
  - 愛媛信用金庫
  - 宇和島信用金庫
  - 東予信用金庫
  - 川之江信用金庫
- 高知県
  - 幡多信用金庫
  - 高知信用金庫
- 福岡県
  - 福岡信用金庫
  - 福岡ひびき信用金庫
  - 大牟田柳川信用金庫
  - 筑後信用金庫
  - 飯塚信用金庫
  - 田川信用金庫
  - 大川信用金庫
  - 遠賀信用金庫
- 佐賀県
  - 唐津信用金庫
  - 佐賀信用金庫
  - 伊万里信用金庫
  - 九州ひぜん信用金庫
- 長崎県
  - たちばな信用金庫
- 熊本県
  - 熊本信用金庫
  - 熊本第一信用金庫
  - 熊本中央信用金庫
  - 天草信用金庫
- 大分県
  - 大分信用金庫
  - 大分みらい信用金庫
  - 日田信用金庫
- 宮崎県
  - 宮崎第一信用金庫
  - 延岡信用金庫
  - 高鍋信用金庫
- 鹿児島県
  - 鹿児島信用金庫
  - 鹿児島相互信用金庫
  - 奄美大島信用金庫
- 沖縄県
  - コザ信用金庫

#### 信用協同組合（信用組合）
- 北海道
  - 北央信用組合
  - 札幌中央信用組合
  - ウリ信用組合
  - 函館商工信用組合
  - 空知商工信用組合
  - 十勝信用組合
  - 釧路信用組合
- 東北地方
  - 青森県信用組合
  - 杜陵信用組合
  - 石巻商工信用組合
  - 古川信用組合
  - 仙北信用組合
  - 相双五城信用組合
  - 秋田県信用組合
  - 北郡信用組合
  - 山形中央信用組合
  - 山形第一信用組合
  - いわき信用組合
  - 会津商工信用組合
- 関東地方（東京都を除く）
  - 茨城県信用組合
  - 真岡信用組合
  - 那須信用組合
  - あかぎ信用組合
  - 群馬県信用組合
  - かみつけ信用組合
  - 東群馬信用組合
  - 熊谷商工信用組合
  - 埼玉信用組合
  - 房総信用組合
  - 銚子商工信用組合
  - 君津信用組合
  - 神奈川県医師信用組合
  - 神奈川県歯科医師信用組合
  - 信用組合横浜華銀
  - 横浜幸銀信用組合
  - 小田原第一信用組合
  - 相愛信用組合
- 東京都
  - あすか信用組合
  - 全東栄信用組合
  - 東浴信用組合
  - 東京厚生信用組合
  - 東信用組合
  - 江東信用組合
  - 青和信用組合
  - 中ノ郷信用組合
  - 共立信用組合
  - 七島信用組合
  - 大東京信用組合
  - 第一勧業信用組合
  - 警視庁職員信用組合
  - 東京消防信用組合
  - 東京都職員信用組合
  - ハナ信用組合
  - 朝日新聞信用組合
- 中部地方
  - 新潟縣信用組合
  - 興栄信用組合
  - はばたき信用組合
  - 協栄信用組合
  - 巻信用組合
  - 新潟大栄信用組合
  - ゆきぐに信用組合
  - 糸魚川信用組合
  - 山梨県民信用組合
  - 都留信用組合
  - 長野県信用組合
  - 富山県信用組合
  - 金沢中央信用組合
  - 信用組合愛知商銀
  - 名古屋青果物信用組合
  - 愛知県医療信用組合
  - 豊橋商工信用組合
  - 愛知県中央信用組合
  - 岐阜商工信用組合
  - イオ信用組合
  - 飛騨信用組合
- 近畿地方
  - 滋賀県信用組合
  - 京滋信用組合
  - 大同信用組合
  - 成協信用組合
  - 大阪協栄信用組合（旧富士信用組合店舗のみ）
  - 大阪貯蓄信用組合
  - のぞみ信用組合
  - 大阪府医師信用組合
  - 大阪府警察信用組合
  - 近畿産業信用組合
  - ミレ信用組合
  - 兵庫県警察信用組合
  - 兵庫県信用組合
  - 神戸市職員信用組合
  - 淡陽信用組合
  - 兵庫ひまわり信用組合
- 中国地方
  - 朝銀西信用組合
  - 笠岡信用組合
  - 広島市信用組合
  - 広島県信用組合
  - 信用組合広島商銀
  - 両備信用組合
  - 備後信用組合
  - 山口県信用組合
- 四国地方
  - 香川県信用組合
  - 土佐信用組合
  - 宿毛商銀信用組合
- 九州地方
  - 福岡県信用組合
  - 佐賀東信用組合
  - 佐賀西信用組合
  - 長崎三菱信用組合
  - 福江信用組合
  - 西海みずき信用組合
  - 熊本県信用組合
  - 大分県信用組合
  - 宮崎県南部信用組合
  - 鹿児島興業信用組合
  - 奄美信用組合

#### 労働金庫
- 北海道労働金庫
- 東北労働金庫
- 中央労働金庫（関東1都6県と山梨県）
- 新潟県労働金庫
- 長野県労働金庫
- 静岡県労働金庫
- 北陸労働金庫
- 東海労働金庫（愛知・岐阜・三重の各県）
- 近畿労働金庫
- 中国労働金庫
- 四国労働金庫
- 九州労働金庫
- 沖縄県労働金庫

#### 政府系金融機関
- 商工組合中央金庫

#### 証券会社
- 大和証券
- マネックス証券

#### 生命保険会社
- 日本生命保険
- 太陽生命保険
- 第一生命保険
- 朝日生命保険
- 明治安田生命保険
- 大樹生命保険
- 住友生命保険

### 提携金融機関は入出金・ゆうちょは出金のみ

#### 地方銀行
- 阿波銀行（ただし阿波銀ATMについては、ゆうちょ共用カードによるゆうちょ口座の取引は不可）

#### 外国銀行
- 香港上海銀行

#### 証券会社
- 野村証券

### ゆうちょは入出金・提携金融機関は出金のみ
現在はなし

### 出金のみ

#### 銀行
- 武蔵野銀行
- 千葉銀行
- 第四北越銀行
- 中国銀行
- 伊予銀行
- 四国銀行
- 佐賀銀行
- 大分銀行
- 宮崎銀行
- 琉球銀行
- 富山第一銀行
- 沖縄海邦銀行

#### 信用組合
- 丸八信用組合
- 愛知県警察信用組合

### 片乗り入れ（提携金融機関のゆうちょATM利用のみ）

#### ネット銀行
- PayPay銀行
- ソニー銀行
- 楽天銀行
- 住信SBIネット銀行
- auじぶん銀行
- GMOあおぞらネット銀行
- ローソン銀行

#### 外国銀行
- ブラジル銀行
- ウリィ銀行

#### 証券会社
- SMBC日興証券（LANs除く）
- SBI証券
- 岡三証券
- 東海東京証券（旧トヨタファイナンシャルサービス証券含む）
- 東洋証券
- 浜銀TT証券
- みずほ証券
- 三菱UFJモルガン・スタンレー証券
- 水戸証券

#### 生命保険会社
- 大同生命保険
- 富国生命保険

## 提携クレジットカード会社

### キャッシング及びゆうちょの引出
- アプラス
- イオンクレジットサービス
- エムアイカード
- エポスカード
- オリエントコーポレーション
- 山陰信販
- ジェーシービー［グループ会社を含む］
- ジャックス
- セディナ（旧オーエムシーカード）
- セディナ（旧セントラルファイナンス）［グループ会社を含む］
- 髙島屋ファイナンシャル・パートナーズ
- 東日本旅客鉄道
- ポケットカード
- 丸井
- 三井住友カード［グループ会社を含む］
- 三菱UFJニコス（旧日本信販）［グループ会社を含む］
- 三菱UFJニコス（旧UFJカード）［グループ会社を含む］
- UCS
- ユーシーカード［グループ会社を含む］
- ゆめカード
- ライフ
- 連専

### キャッシング及びゆうちょの入出金
- クレディセゾン（セゾンカードATM）

### キャッシングのみ
- 青山キャピタル
- アメリカン・エキスプレス・インターナショナル，Inc．（アメックス・カード・サービス）［グループ会社を含む］
- いよてつカードサービス
- イズミヤカード
- エヌケーシー
- エヌシー日商連
- エヌ・シー・ビー
- えるく
- OCS
- オーシー
- オリックス・クレジット
- 九州日本信販
- 日専連静岡
- 三井住友トラストクラブ
- シティックスカード
- セディナ（旧クオーク）
- 第一信販
- 東急カード
- 東武カードビジネス
- トヨタファイナンス
- ニッセン・クレジットサービス
- ニッセンレンエスコート
- 日専連えひめ
- 日専連釧路
- 日専連ニックコーポレーション
- 日専連ファイナンス
- 日専連ベネフル
- 日専連ライフサービス
- ビューカード
- Visa（日本以外で発行されたクレジットカード・PLUS対応）
- フジ・カードサービス
- MasterCard（日本以外で発行されたクレジットカード・Cirrus対応）
- マリンヨコハマ
- 三菱UFJニコス（旧ディーシーカード）［グループ会社を含む］
- 宮崎信販
- モデルクレジット
- 楽天カード
- PayPayカード